# Barrio Nuevo la Laja
Barrio Nuevo la Laja är en ort i Mexiko.   Den ligger i kommunen Coyuca de Benítez och delstaten Guerrero, i den södra delen av landet, 280 km söder om huvudstaden Mexico City. Barrio Nuevo la Laja ligger 87 meter över havet och antalet invånare är 146.
Terrängen runt Barrio Nuevo la Laja är huvudsakligen kuperad. Barrio Nuevo la Laja ligger nere i en dal. Runt Barrio Nuevo la Laja är det ganska glesbefolkat, med 25 invånare per kvadratkilometer. Närmaste större samhälle är Coyuca de Benítez, 11,3 km söder om Barrio Nuevo la Laja. I omgivningarna runt Barrio Nuevo la Laja växer i huvudsak lövfällande lövskog.